# Rt Horn
Rt Horn (špa. Cabo de Hornos, eng. Cape Horn) je rt pred čileanskim otokom Isla Hornos. 
Iako se zove Horn (rog) to nije najjužnija točka na američkom kopnu jer se ne nalazi južnije od otočja Diego Ramirez, no prije svega zbog općepoznatosti se često spominje kao najjužnija točka južne Amerike.
Rt Horn je navodno prvi put otkrio nizozemski navigator Cornelisz Willem Schouten 29. siječnja 1616. godine. 
Spominje se i da je vjerojatno Englez Sir Francis Drake već 30 godina ranije plovio oko Rta, no kraljica Elizabeth je to otkriće proglasilia državnom tajnom.

Godine 1945. rt Horn i okolni otoci su proglašeni nacionalnim parkom. 
Procjenjuje se da se u moru oko rta Horna nalazi više od 800 potonulih brodova u kojima je poginulo više od 10.000 pomoraca. More pred rtom Horn je najveće groblje brodova na svijetu. 
James Cook posjetio je na svom prvom putovanju rt Horn i tamo zatekao domorodačko stanovništvo.

## Vanjske poveznice
|  | Zajednički poslužitelj ima još gradiva o temi Rt Horn |